# علاقات خطرة (فلم)
علاقات خطرة  (بالإنجليزية: Dangerous Liaisons) هو فيلم دراما تم إنتاجه في الولايات المتحدة وصدر في سنة 1988.

## بطولة
- غلين كلوز
- جون مالكوفيتش
- ميشيل فايفر

## الميزانية والإيرادات
بلغت تكلفة إنتاج الفيلم حوالي 14 مليون دولار بينما حقق أرباحا تقدر بـ 34.7 مليون دولار (A).

### ترشيحات وجوائز
| السنة | الحدث  | الفئة     | النتيجة |
| ----- | ------ | --------- | ------- |
|       | أوسكار | أفضل فيلم | ترشـيـح |

## وصلات خارجية
- علاقات خطرة على موقع IMDb (الإنجليزية)
- علاقات خطرة على موقع ميتاكريتيك (الإنجليزية)
- علاقات خطرة على موقع الموسوعة البريطانية (الإنجليزية)
- علاقات خطرة على موقع روتن توميتوز (الإنجليزية)
- علاقات خطرة على موقع قاعدة بيانات الأفلام العربية
- علاقات خطرة على موقع ألو سيني (الفرنسية)
- علاقات خطرة على موقع Turner Classic Movies (الإنجليزية)
- علاقات خطرة على موقع أول موفي (الإنجليزية)
- علاقات خطرة على موقع بوكس أوفيس موجو (الإنجليزية)
- علاقات خطرة على موقع فيلمافينيتي (الإسبانية)

1. 1 2 3 4  وصلة مرجع: https://www.imdb.com/title/tt0094947/locations/?ref_=tt_dt_loc. الوصول: 28 مارس 2024.
2. 1 2  وصلة مرجع: https://en.wikipedia.org/wiki/43rd_British_Academy_Film_Awards. الوصول: 28 مارس 2024.
3. 1 2 3  وصلة مرجع: https://www.oscars.org/oscars/ceremonies/1989.
4. ↑  وصلة مرجع: https://en.wikipedia.org/wiki/41st_Writers_Guild_of_America_Awards. الوصول: 28 مارس 2024.
5. ↑  وصلة مرجع: http://stopklatka.pl/film/niebezpieczne-zwiazki-1988. الوصول: 29 أبريل 2016.
6. ↑  وصلة مرجع: http://www.imdb.com/title/tt0094947/. الوصول: 29 أبريل 2016.
7. ↑  وصلة مرجع: http://www.allocine.fr/film/fichefilm_gen_cfilm=4593.html. الوصول: 29 أبريل 2016.
8. 1 2 3 4  الوصول: 28 مارس 2024. وصلة مرجع: https://www.imdb.com/title/tt0094947/fullcredits/?ref_=tt_cl_sm.